# Hellicha av Wittelsbach
Hellicha av Wittelsbach, född 1160, död efter 1214, var en hertiginna av Böhmen, gift med hertig Konrad II av Böhmen. Hon var dotter till Otto av Wittelsbach och Benedicta av Moosburg. Vigseln ägde rum 1176. Äktenskapet var barnlöst. År 1189 blev maken monark. Efter makens avsättning 1191 följde hon honom till Sicilien. Hon blev änka senare samma år. 